# Котън (окръг, Оклахома)
Окръг Котън (на английски: Cotton County) е окръг в щата Оклахома, Съединени американски щати. Площта му е 1663 km², а населението – 6614 души (2000). Административен център е град Уолтърс.